# 棒！约翰
Papa John's Pizza，Papa Johns（在中國大陸譯作「棒！约翰」）是一家美國的餐廳公司。該公司營運世界第三大外賣和比薩餅外送連鎖餐館，其總部在路易斯維爾郊區的傑佛遜鎮。
截至2020年12月27日，「棒！约翰」在美国48个州和地区经营着5,400家Papa John's餐厅，其中包括588家公司拥有的餐厅（直营店）和4,812家特许经营餐厅（加盟店）。

## 歷史

1994-2018年间的标志，至今仍在愛爾蘭共和國使用
2019-2021年间的标志
2021至今的标志
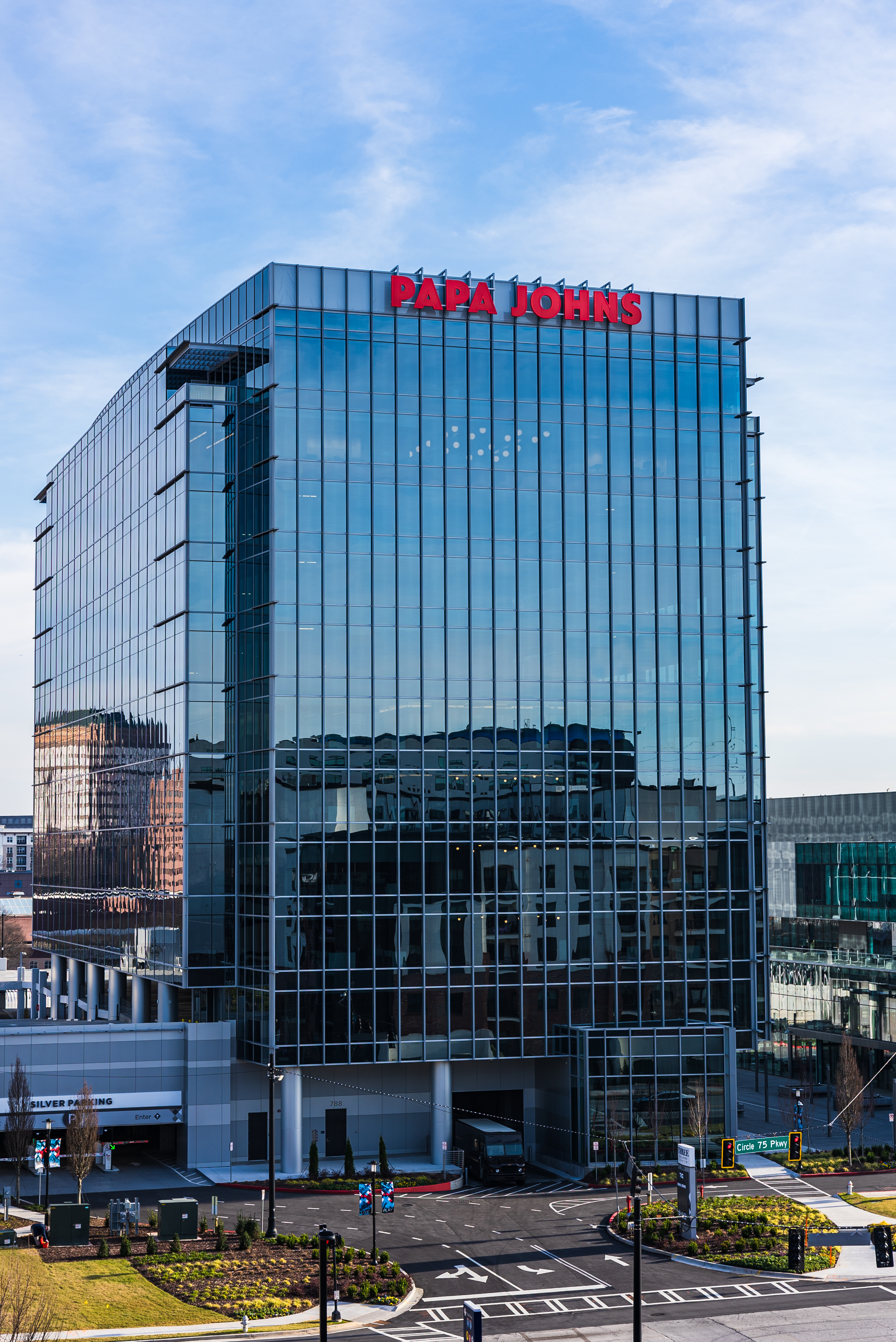
「棒！约翰」位于喬治亞州坎伯蘭的新總部，2022年从肯塔基州路易維爾搬迁至此

## 產品

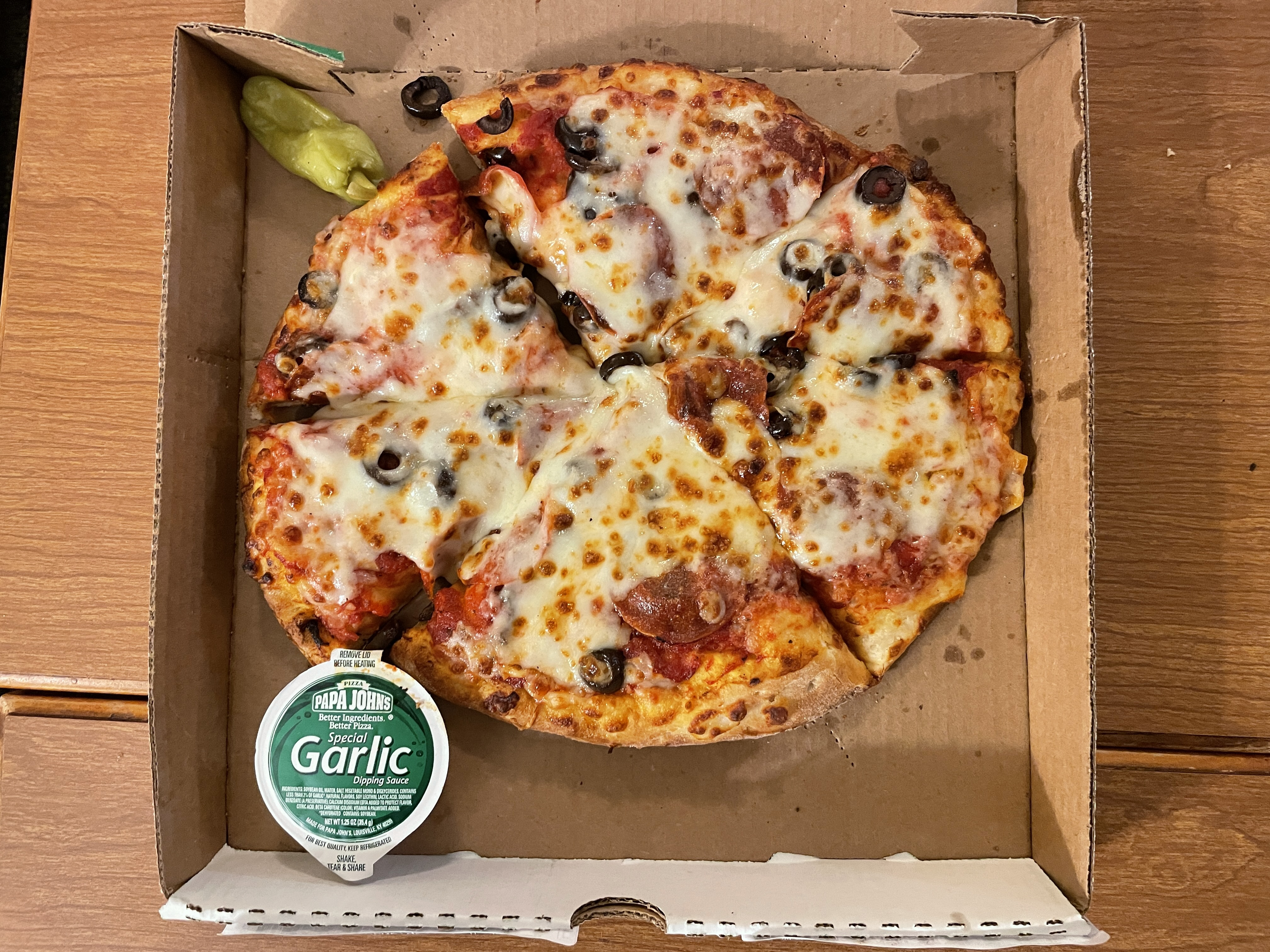
意大利紅腸黑橄欖披萨

## 图集

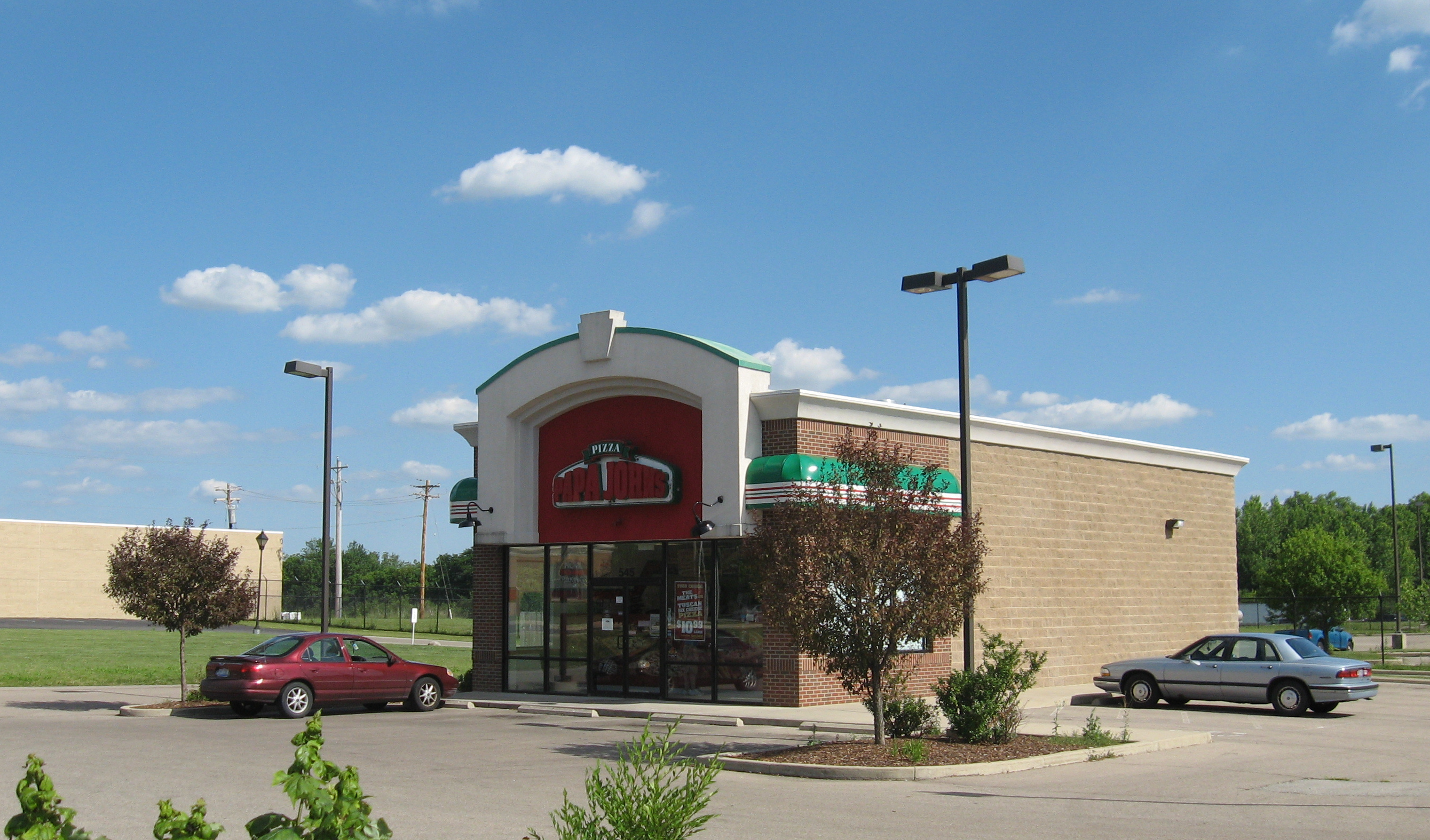
美国俄亥俄州一家专做外卖的店鋪
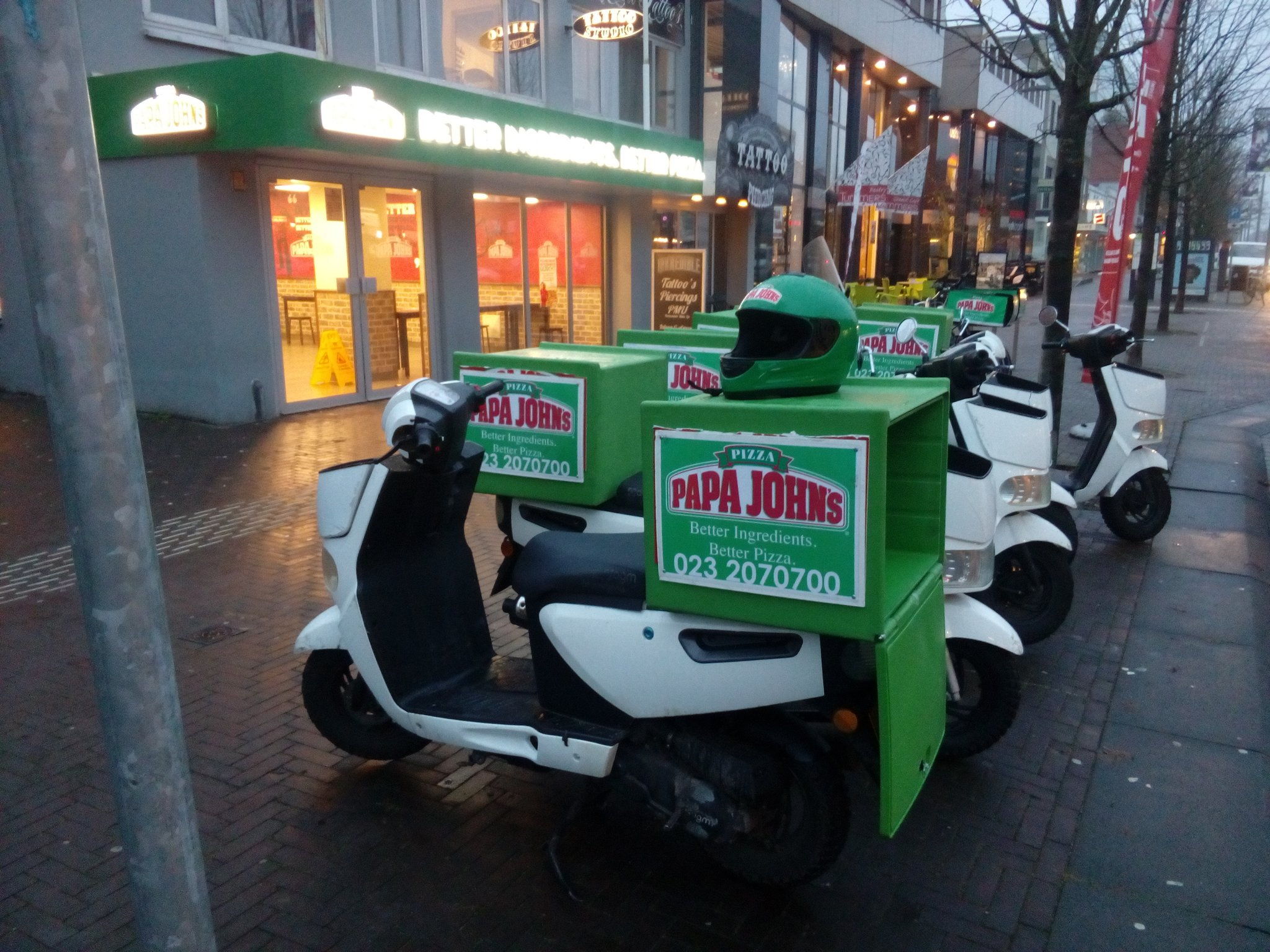
荷兰霍夫多普一家店鋪及其门口的速克達
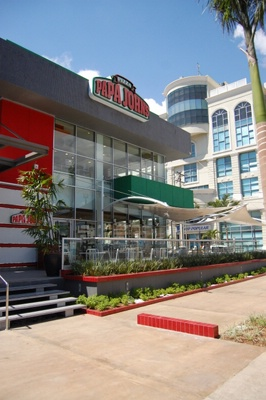
多米尼加共和國聖多明哥的一家店鋪
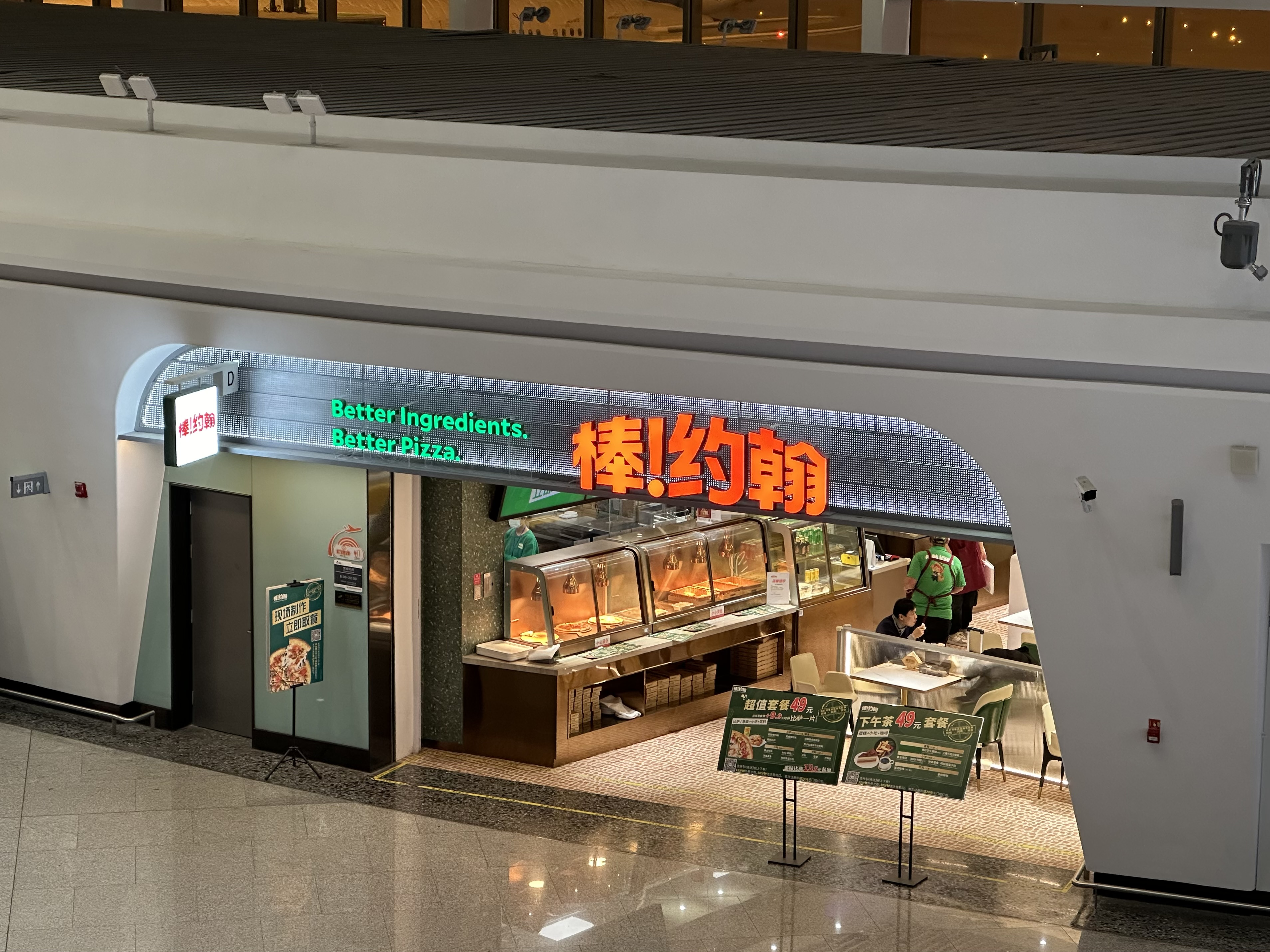
中国北京大興國際機場內的一家店鋪